# 강성태 (부산시 정치인)
강성태(姜成泰, 1960년 12월 25일~)는 대한민국의 정치인이다. 제9·10대 부산광역시 수영구청장이다.

## 학력
- 1973~1976 성동중학교 졸업
- 1976~1979 부산고등학교 졸업
- 1980~1987 부산산업대학교 행정학 학사
- 1990~1992 한양대학교 대학원 계획행정학 석사

## 경력
- 유흥수 국회의원 비서(12·14대) 국회근무
- 1995.07~1998.02: 부산광역시 수영구청 비서실장
- 호암초등학교 운영위원장
- 수영구 족구연합회 고문
- 수영구 새마을지도자 후원회 고문
- 부산 청소년상담지원센터 운영위원
- 2006.07~2010.06: 제5대 부산광역시의회 의원(초선, 수영구 제1선거구)
- 2010.07~2014.06: 제6대 부산광역시의회 의원(재선, 수영구 제1선거구)
- 2014.07~2018.02: 제7대 부산광역시의회 의원(3선, 수영구 제1선거구)
  - 2014.09~2015.08: 제7대 부산광역시의회 원전안전특별위원회 위원장
  - 2016.07~2018.02: 제7대 부산광역시의회 후반기 부의장
- 2018.07~2022.06: 제9대 민선 7기 부산광역시 수영구청장(초선)
- 2022.07~: 제10대 민선 8기 부산광역시 수영구청장(재선)
- 2022.07~2024.06: 부산 구청장·군수협의회장
- 2022.09~2024.06: 대한민국시장·군수·구청장협의회 감사

## 역대 선거 결과
|  | 29.23% |

|  | 69.4% |

|  | 52.58% |

|  | 60.26% |

|  | 45.14% |

|  | 69.95% |

| 전임 박현욱 | 제9·10대 부산광역시 수영구청장 2018년 7월 1일~ |  |